# پیاده‌روی ستارگان پالم اسپرینگز

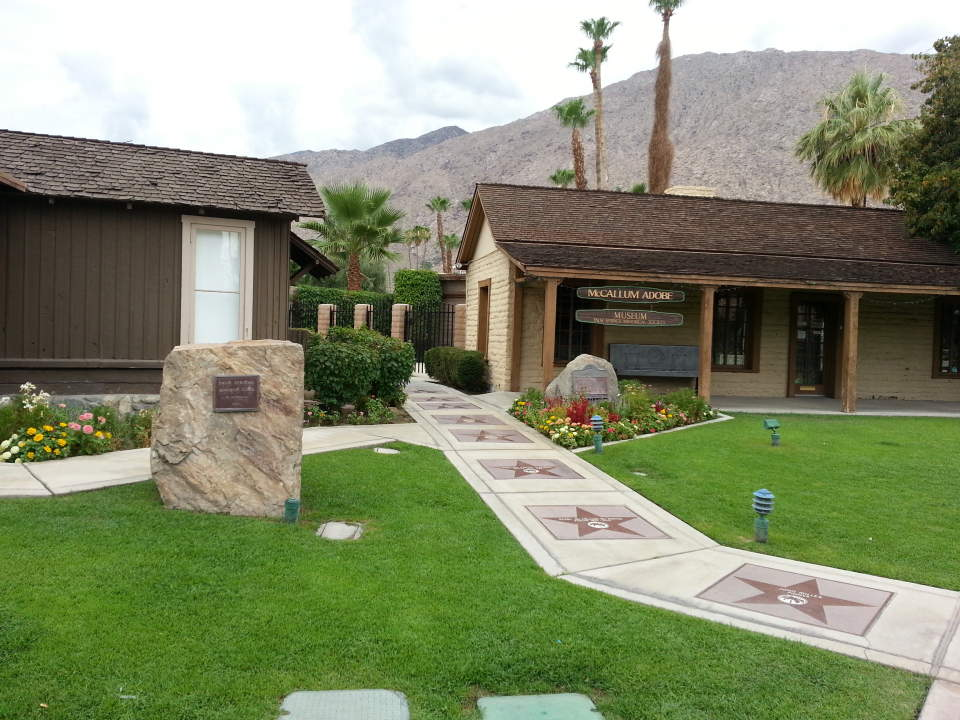
ستاره‌ها در پیاده‌روی ستارگان

پیاده‌روی ستارگان پالم اسپرینگز (به انگلیسی: Palm Springs Walk of Stars) یک پیاده‌روی مشاهیر در مرکز شهر پالم اسپرینگز، کالیفرنیا است، جایی که «ستاره‌های طلایی پالم»، به احترام افراد مختلفی که در منطقه بزرگ پالم اسپرینگز زندگی می‌کرده‌اند، در سنگفرش پیاده‌رو تعبیه شده‌اند.